# Гай Кассій Лонгін (консул 96 року до н. е.)
Гай Кассій Лонгін (лат. Gaius Cassius Longinus; 147 — після 87 р. до н. е.) — державний, військовий та політичний діяч Римської республіки, консул 96 року до н. е.

## Життєпис
Походив з роду нобілів Кассіїв. Син Луція Кассія Лонгіна Равілли, консула 127 року до н. е. 
У 126 році до н. е. став монетарієм. На цій посаді карбував монети, де зображувалася урна для голосування на честь закону, проведеного батьком Лонгіна.
У 125 році до н. е. зазнав поразки на виборах народного трибуна. У 99 році до н. е. став претором, а у 96 році до н. е. його обрано консулом разом з Гнеєм Доміцієм Агенобарбом. У 87 році до н. е. спрямований сенатом, щоб змінити Гнея Помпея Страбона, очільника римської армії в Італії. Подальша доля Кассія невідома.